# Emborios
Emborios (griechisch Εμπορειός (m. sg.)), selten auch Kamari (Καμάρι), ist ein Küstenort mit 47 Einwohnern (2011) im Südosten der griechischen Insel Chios. Emborios gehört innerhalb des Gemeindebezirks Mastichochoria zum Stadtbezirk Pyrgi. Archäologische Ausgrabungen konnten in der Umgebung von Emborios erste Siedlungsspuren zum Ende der Jungsteinzeit, die folgende Blütezeit einer Siedlung während der Kupfer- und Bronzezeit im 3. und 2. Jahrtausend v. Chr., die ionische Siedlung Lefkonio und eine durchgehende Besiedlung bis ins 7. Jahrhundert n. Chr. der byzantinischen Zeit nachweisen.

## Lage
Der Hafenort Emborios mit seiner etwa 300 m tiefen und 150 m breiten halbrunden Bucht liegt am Talausgang des nach Südosten verlaufenden Trockenbaches Kalamourou (Καλαμούρου) mehr als 6 km südöstlich von Pyrgi entfernt. Nordöstlich und südwestlich wird der Talausgang von zwei Bergen flankiert. Das Tal mit Hinterland ist landwirtschaftlich geprägt, neben dem Gemüseanbau bestimmen Obstbaum- und Mastixkulturen das Bild. Da die Bucht durch eine Halbinsel vor südlichen Winden geschützt wird, diente sie früher als natürlicher Hafen.

## Geschichte
Von 1952 bis 1955 führte die British School at Athens, ein in Athen ansässiges britisches archäologisches Institut, unter der Leitung von Sinclair Hood und John Boardman Ausgrabungen an der archäologischen Fundstätte Emporio durch. Es konnte eine fortwährende Besiedelung über einen Zeitraum von annähernd 6000 Jahren vom Ende der Jungsteinzeit bis in die Antike nachgewiesen werden.

### Jungsteinzeit
Die ältesten Funde in der Umgebung zeugen von einer Besiedelung in der Jungsteinzeit im 6. Jahrtausend v. Chr. Das fruchtbare Tal mit Trinkwasser, in der Nähe ein natürlicher Hafen und der damit verbundene Zugang zum Meer waren günstige Voraussetzungen zur Besiedelung.

### Kupferzeit und Bronzezeit
Auf der Halbinsel südlich der Bucht von Emborios wurde zum Ende der Kupferzeit eine befestigte Siedlung gegründet. Zur gleichen Zeit entwickelte sich außerhalb der Festung eine weitere Siedlung in der Nähe des Strandes, die bis in die Endphase der Mykenischen Kultur (ca. 1100 v. Chr.) bestand.

### Antike
Im frühen 1. Jahrtausend v. Chr. folgte die Besiedlung des nördlich der Bucht gelegenen 223 m hohen Felsenhügels Profitis Ilias. Ein erster Tempel wurde an der Stelle des späteren Athenetempels errichtet. Ab dem 7. Jahrhundert v. Chr. entwickelte sich eine Siedlung mit Akropolis auf der südlichen Seite des Profitis Elias. Die rund fünfzig Häuser, die über den ganzen Hügel verteilt lagen, hatten nur ein Zimmer. Im Inneren waren die Häuser mit Kaminen ausgestattet. Die Türen waren nach Süden zu einem Hof ausgerichtet. Innerhalb der etwa 800 m langen Befestigungsmauer lag der 6 × 10 m große Tempel der Athene (Ναός της Αθηνάς) und der Palast des örtlichen Herrschers. Der Athenetempel aus dem 6. Jahrhundert v. Chr. war ein einfaches rechteckiges Gebäude ohne Säulengang mit einem von vier Säulen getragenen Flachdach. Der Tempel hatte drei Altäre. Das sogenannte Megaron, der Palast des Herrschers, war mit Blick zum Zugang zur Akropolis angelegt um diesen überblicken zu können. Zwischen Tempel und Palast lag die Agora. Es wird heute davon ausgegangen, dass es sich um die bei Thukydides (8.24) erwähnte ionische Stadt Lefkonio (Λευκωνίωι) handelt. Polyainos berichtet in seiner Strategika ebenfalls über eine Stadt Lefkonia oder Lefkonio, die sich im Krieg mit den Bewohnern des kleinasiatischen Erythrea befand. Die Siedlung wurde zum Ende des 7. Jahrhunderts v. Chr. vermutlich wegen eines Erdbebens oder einer kriegerischen Auseinandersetzung aufgegeben, der Tempel der Athene bis ins 2. Jahrhundert v. Chr. genutzt.
In der Nähe des Hafens von Emborios befand sich bereits im 8. Jahrhundert v. Chr. ein Heiligtum. Zusammen mit einer neu entstehenden Siedlung wurde zeitgleich mit der Aufgabe von Lefkonio der erste Tempel um das 6. Jahrhundert v. Chr. westlich des Hafens aus dem örtlichen Stein errichtet. Das Heiligtum wurde bis ins 1. Jahrhundert n. Chr. genutzt. Die im Tempel verehrte Gottheit konnte noch nicht eindeutig identifiziert werden. Zuerst wurde von einem Artemis und Hera Heiligtum ausgegangen. Spätere Studien kamen zu dem Schluss, dass die Gottheiten Apollon, Artemis und Leto im Tempel verehrt wurden.
Fundstücke von den Grabungen sind im Archäologischen Museum der Stadt Chios ausgestellt.

### Byzantinische Zeit
Frühchristliches Heiligtum mit Taufkapelle
Bis zum 6. Jahrhundert. n. Chr. entwickelte sich Emborios (Εμπόριο ‚Handel‘) zu einem bedeutenden Handelsplatz. Ruinen einer Basilika, einer Taufkirche und einiger Nebengebäude zeugen von einem wichtigen Ort frühchristlicher Religionsausübung. Der Boden der dreischiffigen Basilika mit Narthex und einer halbrunden Apsis war mit Mosaiken und Kieselsteinen ausgelegt. In der Mitte der runden Taufkapelle befand sich ein kreuzförmiges Taufbecken. Auf der felsigen Halbinsel südlich der Bucht, wo die Überreste der kupfersteinzeitlichen Siedlung lagen, wurde im 6. Jahrhundert n. Chr. eine etwa 100 × 300 m große byzantinischen Festung mit drei Türmen errichtet. Der Haupteingang lag nördlich und führte zum geschützten Hafen ein weiterer kleinerer ging zum südlich gelegenen Strand von Mavra Volia (Μαύρα Βόλια).
Wie eine Inschrift in einer nahegelegenen Kirche belegt, wurde Emborios im Zusammenhang mit der Belagerung von Konstantinopel (674–678) unter Muawiya I. zerstört.

### Genuesische Zeit
Während der genuesischen Besatzung (1346–1566) wurde in der Nähe des Athenetempels ein Wachturm errichtet. Dieser war in das inselumspanndene Beobachtungs- und Benachrichtigungsnetz eingebunden. Zusammen mit dem Wachturm bei Komi stand er in Kontakt zur Festung Apolichnon in der Nähe von Armolia. Obwohl nur der Sockel erhalten ist, erklärte 1995 das Griechische Kulturministerium den Turm von Emborios zusammen mit 23 weiteren Türmen zu historischen Denkmälern.

### Seit dem 20. Jahrhundert
Emborios wurde 1951 offiziell als Siedlung der Landgemeinde Pyrgi anerkannt. Ab dem Jahr 1951 wurden die Ergebnisse der griechischen Volkszählungen von Emborios erfasst.
| 1951 | 1961 | 1971 | 1981 | 1991 | 2001 | 2011 |
| ---- | ---- | ---- | ---- | ---- | ---- | ---- |
| -    | 3    | 27   | 24   | 96   | 93   | 47   |

Neben landwirtschaftlichen Erzeugnissen sind die Einkünfte aus dem Tourismusgeschäft eine weitere bedeutende Einnahmequelle. Im Ort gibt es Tavernen, Privatzimmer und wenige Hotels. Wegen der Bademöglichkeiten ist Emborios in den Sommermonaten ein beliebtes Ausflugsziel. Der örtliche Badestrand sowie der etwas außerhalb gelegene Strand Mavra Volia (Mαύρα Βόλια ‚schwarze Kiesel‘) mit schwarzen Lavakieseln sind seit 2011 als EU-Badegewässer mit der Bestnote bewertet.

## Bibliografie
- Ballance, Michael, John Boardman, Spencer Corbett and Sinclair Hood (1989), Excavations in Chios 1952–1955: Byzantine Emporio. London: Thames and Hudson (The British School of Archeology at Athens. Annual of the British School at Athens, Supplementary vol. no. 20). XII, 145 pp, 34 plates and maps.
- Boardman, John (1967), Excavations in Chios 1952–1955: Greek Emporio. Oxford: Alden Press (The British School of Archeology at Athens. Thames and Hudson, Annual of the British School at Athens, Supplementary vol. no. 6). XIV, 258 pp, 98 plates.
- Hood, Sinclair, mit Beiträgen von Juliet Clutton-Brock und Perry G. Bialor (1981), Excavations in Chios 1938–1955: Prehistoric Emporio and Ayio Gala. Vol. I. Oxford: Alden Press (The British School of Archeology at Athens. London: Thames and Hudson, Annual of the British School at Athens, Supplementary vol. no. 15). XXI, 425 pp., 80 plates.
- Hood, Sinclair, with contributions by Juliet Clutton-Brock and Perry G. Bialor (1982), Excavations in Chios 1938–1955: Prehistoric Emporio and Ayio Gala. Vol. II. Oxford: Alden Press (The British School of Archeology at Athens. London: Thames and Hudson, Annual of the British School at Athens, Supplementary vol. no. 16). XIX, pp 425–730, Plates 81–144.
- Ivanova, Mariya: Befestigte Siedlungen auf dem Balkan, in der Ägäis und in Westanatolien, ca. 5000–2000 v. Chr. Waxmann Verlag, 2008, ISBN 978-3-8309-1937-7., deutsch
- Snodgrass, Anthony M.: The Dark Age of Greece: An Archaeological Survey of the Eleventh to the Eighth Centuries BC. Veröffentlicht von Routledge, 2000, ISBN 978-0-415-93635-4., S. 423ff